# Geophis nigroalbus
Geophis nigroalbus (колумбійська земляна змія) — вид змій родини полозових (Colubridae). Ендемік Колумбії.

## Поширення і екологія
Колумбійські земляні змії мешкають в горах Західного хребта Колумбійських Анд в департаментах Антіокія, Сантандер і Вальє-дель-Каука, а також спостерігалися в долині Магдалени, на західних схилах Східного хребта. Вони живуть у вологих тропічних лісах в передгір'ях, на висоті від 1037 до 1680 м над рівнем моря.

## Збереження
МСОП класифікує стан збереження цього виду як близький до загрозливого. Geophis nigroalbus загрожує знищення природного середовища.